# St. Laurentius (Erdorf)

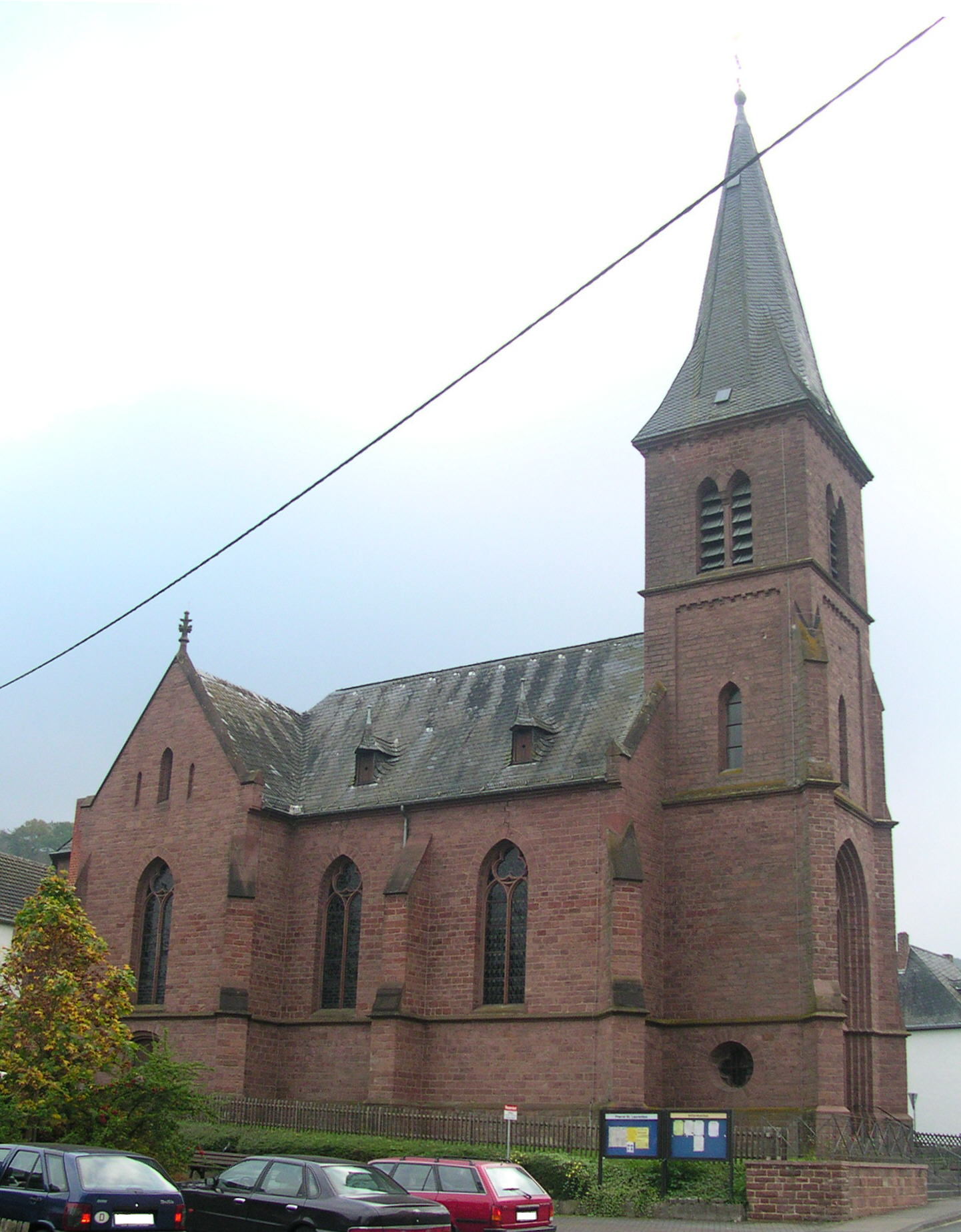
Pfarrkirche St. Laurentius

Die Pfarrkirche St. Laurentius ist die katholische Kirche des Bitburger Stadtteils Erdorf. Sie wurde zwischen 1896 und 1897 nach den Plänen des Architekten Reinhold Wirtz errichtet und nimmt einen zentralen Platz im Dorfgefüge ein. Schon vor ihrem Bau gab es in Erdorf ein Kirchengebäude, das sich rund 100 m westlich des heutigen Baus befand. Südlich der Pfarrkirche St. Laurentius erstreckt sich ein aufgelassener Kirchhofsbereich.

## Beschreibung
Die Pfarrkirche St. Laurentius besteht aus einem neugotischen Saalbau, dem sich ein Fassadenturm anschließt. Der Saalbau enthält ein Querschiff mit eingezogenem Chor. Er wird von hohen Spitzbogenfenstern mit Doppellanzetten inklusive Dreipässen eingerahmt. Die Kirche weist alterstypisch eine Verkleidung mit Buntsandsteinquadern auf. Im Kircheninnern bediente sich der Erbauer den Stilmitteln der Gotik im 15. Jahrhundert. Hier ist ein noch aus der Bauzeit erhaltener holzgeschnitzter Tabernakelaltar mit den vier Heiligen Luzia, Stephanus, Laurentius und Barbara zu erwähnen.
Der unter Einfluss des Jugendstils zu Beginn des 20. Jahrhunderts entstandene Seitenaltar im südlichen Querschiff bietet einer Herz-Jesu-Figur Platz. Auch im nördlichen Querschiff fand sich ein Seitenaltar, der allerdings nur noch teilweise erhalten ist. Die weitere Ausstattung umfasst ein neugotisches Taufbecken (neben dem Hauptaltar), einen Beichtstuhl von 1890 sowie die 1920 errichtete Orgel auf der Holzempore. Einst in die Sakristei eingemauert, sind die Sandsteinfiguren des Altarretabels, die aus dem 15. Jahrhundert stammen, heute verschwunden. 
Aus dem Vorgängerbau in die Turmhalle der neuen Kirche übernommen wurde ein sechseckiges Taufbecken von 1804. Ebenfalls aus der Vorgängerkirche stammen ein Bild des heiligen Petrus und eine Glocke von 1551, die nur noch an Festtagen zum Gebrauch kommt. Die Glasmalereien stammen von Hans Lohbeck aus den Jahren 1956/1957.